# Mesosciera
Mesosciera is een geslacht van vlinders van de familie spinneruilen (Erebidae).

## Soorten
- M. picta Hampson, 1926
- M. rubrinotata Hampson, 1926
- M. typica Hampson, 1926